# 膣オーガズムの神話
「膣オーガズムの神話」（ちつオーガズムのしんわ、The Myth of the Vaginal Orgasm）は、アメリカ合衆国のラディカル・フェミニスト、アン・コートが、1968年に書き、1970年に発表した、女性の性（セクシュアリティ）についてフェミニズムの立場から著されたエッセイ。最初は、ニューヨーク・ラディカル・ウィミンが発行していた雑誌『Notes from the Second Year』に、4段落だけの概要が掲載されたが、その内容の一部はマスターズとジョンソンの1966年の本『人間の性反応 (Human Sexual Response)』の知見に基づくものであった。「膣オーガズムの神話」は、その後、全文がパンフレット化され、流布するようになり、陰核（クリトリス）によるオーガズムの証拠、女性の解剖学的知見、膣オーガズムの「神話」が維持される理由についての記述が盛り込まれた。
コートは、1960年代の性の革命の時期に、フェミニストの立場からの応答としてこの文章を書いた。その目的は、「膣オーガズムの神話」を論じることで、女性にも男性にも、女性の性的快感についての意識を喚起し、教育することとともに、女性のオーガズムについての既存の通念に対抗することにあった。後の著作の中でコートは、「フロイトが、女性は副次的な、劣った存在として男性に従属すると感じていたことが、女性のセクシュアリティについての彼の理論の基礎を成している。私たちのセクシュアリティの本質についての法則を打ち立てたフロイトが、女性の不感症を大きな問題として見いだしたことは、さほど不思議なことではない。彼が不感症の女性の治療として勧めたのは、精神分析療法だった。そうした女性は、女性としての「本質的な」役割に合わせて自身を精神的に調整することに失敗しているとされたのだ。」と論じた。コートは、議論の対象とするのにふさわしいと考えられていたものの社交的障壁を打ち破り、彼女の記事はフェミニストたちの性の革命において重要な役割を果たし、彼女の主張を裏付けるアルフレッド・キンゼイをはじめとする人間の性に関する研究へ世間の注目を集めた。